# Richard Mühlfeld

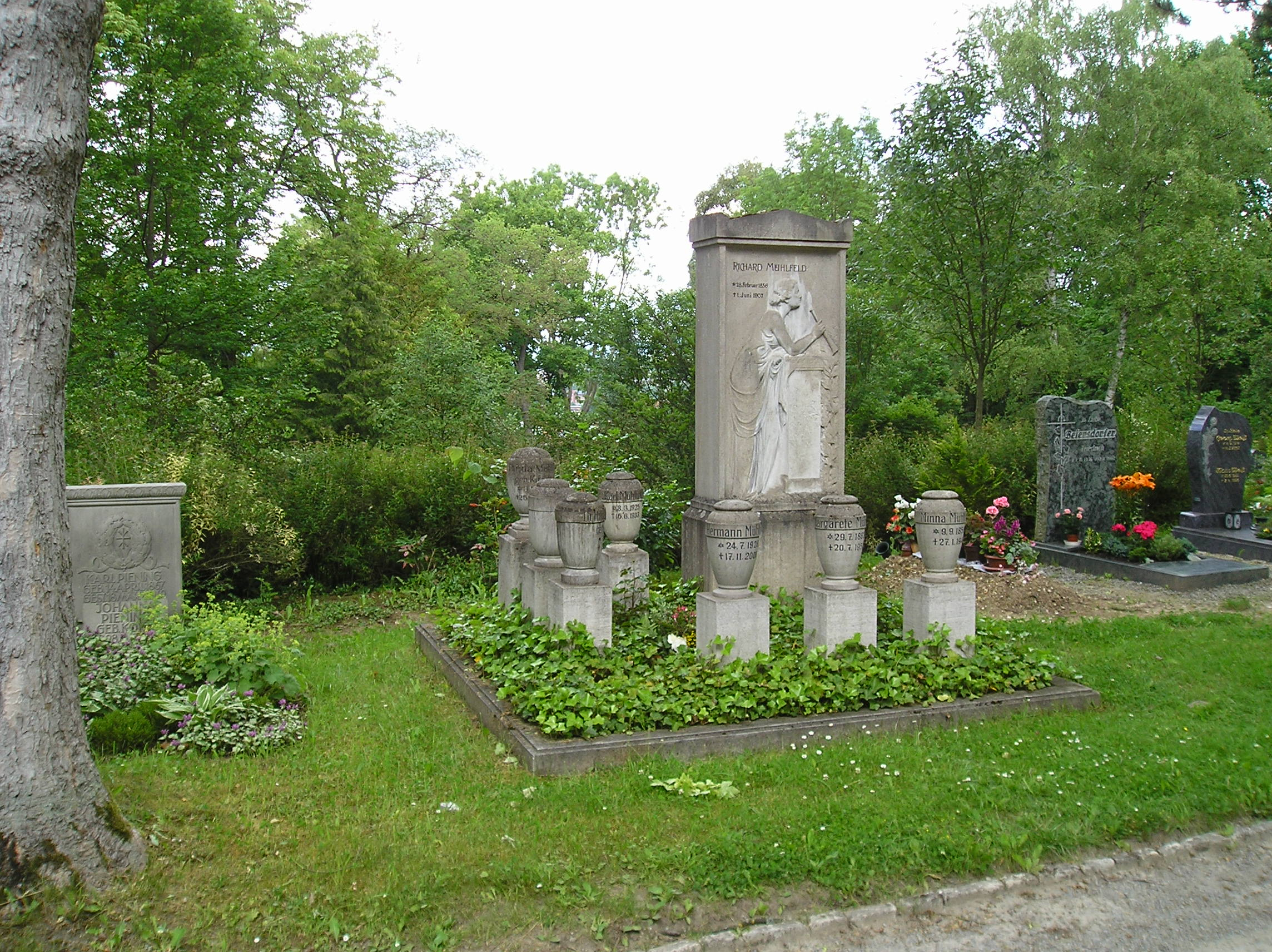
Tomba de Richard Mühlfeld al parc cementiri de Meiningen

Richard Mühlfeld   (Bad Salzungen, 28 de febrer de 1856 - Meiningen, 1 de juny de 1907) fou un clarinetista alemany. És conegut per ser l'inspirador perquè Johannes Brahms escrigués, al final de la seva vida, quatre obres de música de cambra amb el clarinet com a protagonista. Les obres en qüestió van ser el Trio per a piano, clarinet i violoncel en la menor Op. 114 (1891), el Quintet per a clarinet i quartet de corda en si menor Op. 115 (1891), i les dues Sonates per a clarinet i piano Op. 120 (1894).

## Biografia
Nascut a Bad Salzungen, on de jove va tocar a l'orquestra de spa- Mühlfeld va ingressar el 1876 a l'orquestra de Meiningen, la Meininger Hofkapelle, com a violinista i va canviar al clarinet tres anys després.
El 1890, Brahms decideix deixar de compondre després de completar el Quintet de corda en sol major Op. 111, ja que té la sensació que ja ho ha dit tot. Però l'any següent, en una estada a Meiningen per invitació del director de l'orquestra, Hans von Bülow, Brahms descobreix l'art i la musicalitat de Richard Mühlfeld en un recital en el que interpreta el Concert per a clarinet núm. 1 en fa menor de Weber, el Quintet per a clarinet de Mozart i algunes peces de Ludwig Spohr. De seguida es veu atret per l'enorme potencial del clarinet i per la musicalitat i sonoritat de Mühlfeld.
D'aquesta manera neixen les quatre obres esmentades, que suposen un últim brot creatiu en la vida de Johannes Brahms i que estrenarà el propi Mühlfeld al clarinet. La primera audició del Trio i del Quintet té lloc a una festa privada a Meiningen el 24 de novembre de 1891, amb el Quartet Joachim (en el qual Joseph Joachim n'era el primer violí) tocant la part del quartet de corda del Quintet. Més tard té lloc l'estrena oficial a la Saal der Singakademie a Berlín, el 12 de desembre del mateix any. Les dues sonates seran estrenades el 7 de gener de 1895 al Tonkünstlerverein de Viena, amb Mühlfeld al clarinet i el mateix Johannes Brahms al piano.